# Italica

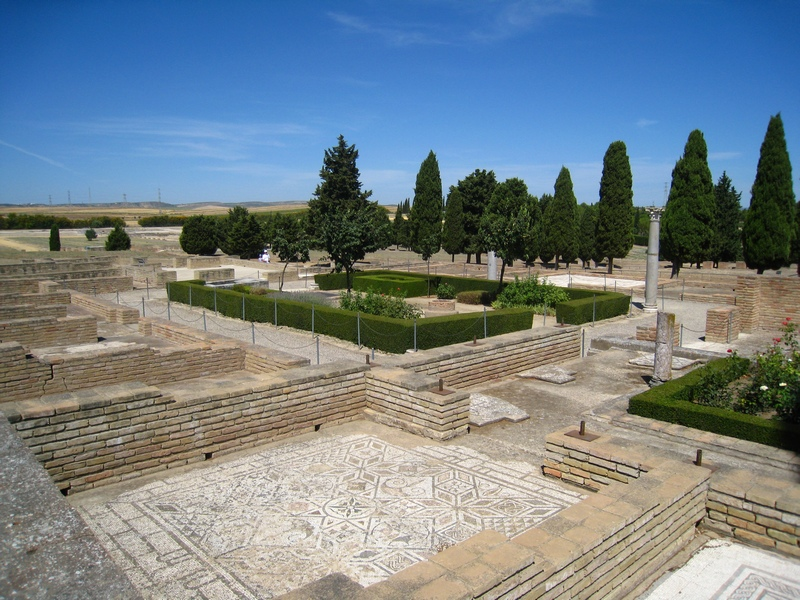
Widok na część ruin miasta rzymskiego

Amfiteatr w Itálice

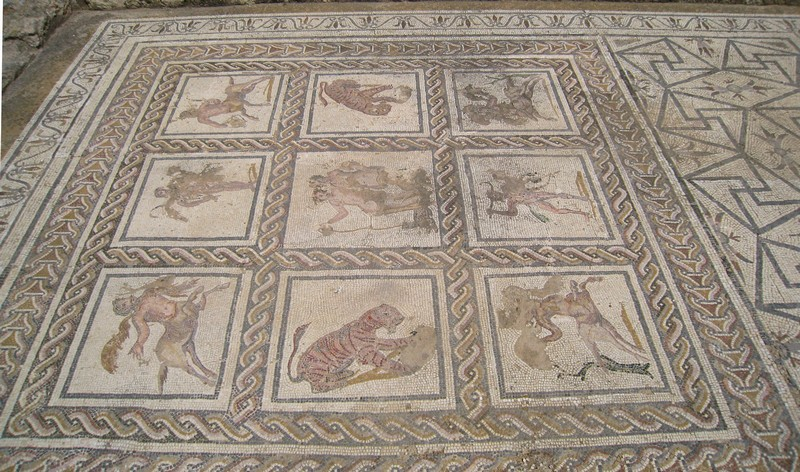
Jedna z mozaik w Casa de Planetarium

Italica – miasto założone przez rzymskiego wodza Scypiona Afrykańskiego jako osada dla weteranów drugiej wojny punickiej. Aktualnie stanowisko archeologiczne na terenie gminy Santiponce, w pobliżu Sewilli. W Italice urodził się cesarz rzymski Trajan i wychowywał się usynowiony przez Trajana cesarz Hadrian.

## Historia
Italica została założona w 206 p.n.e. przez Scypiona Afrykańskiego. Urodzony tutaj Trajan zbudował pierwsze w mieście marmurowe świątynie. Jego następca Hadrian wzniósł tzw. nowe miasto, którego pozostałości są udostępnione zwiedzającym.
W okresie największego rozkwitu w mieście żyło około 10 000 osób. Italica była zamieszkana w okresie panowania Wizygotów, jednakże po zdobyciu Andaluzji przez Arabów miasto opuszczono, spełniało tylko rolę kamieniołomu. W XVII wieku było wielokrotnie zalewane przez rzekę Gwadalkiwir i w końcu zostało zapomniane. Po ponownym odkryciu w 1781 roku rozpoczęto prace archeologiczne. Na początku XIX wieku w Itálice przebywali marszałek Francji Nicolas Jean de Dieu Soult i książę Wellington przeprowadzając prace wykopaliskowe. Na początku XX wieku rząd Hiszpanii zlecił rozpoczęcie systematycznych prac wykopaliskowych – znaleziska trafiały do Muzeum Archeologicznego w Sewilli. Z okazji Wystawy Światowej w Sewilli w 1992 roku część obiektów takich jak mozaiki, amfiteatr poddano gruntownej renowacji.

## Ruiny
- amfiteatr  o wymiarach 160 na 137 metrów, zaliczany jest  największych w Cesarstwie Rzymskim. Trzypoziomowe trybuny mieściły 25 000 widzów. W centralnej części zachowały się pozostałości magazynu zlokalizowanego pod areną;
- termy;
- Dom Ptaków (hiszp. Casa de Pájaros), nazwany tak od mozaik zawierających przedstawienia ptaków;
- Dom Planetarium (hiszp. Casa de Planetarium), dom z mozaikami przedstawiającymi znaki zodiaku i bóstwa reprezentujące planety.